# Zuzana Frenglová
Zuzana Frenglová (* 12. března 1961, Bratislava, Slovensko) je slovenská herečka a moderátorka.
V roce 1984 absolvovala studium herectví na VŠMU v Bratislavě. V letech 1984 – 2002 byla členkou činohry souboru Nové Scény v Bratislavě. Svůj talent uplatnila v komediálních postavách, stejně jako i v dramatických rolích. Prostor dostala i v rozhlase, televizních a dabingových studiích, ale také ve filmu. Jednou z jejích nejvýraznějších rolí bylo ztvárnění titulní postavy v televizním filmu o první slovenské ochotnické divadelní herečce s názvem Anička Jurkovičová. V současnosti pracuje jako moderátorka, herečka, režisérka – organizátorka uměleckých programů.

## Filmografie
- 1978: Sneh pod nohami (Hana)
- 1980: Odveta
- 1981: Plavčík a Vratko (Majolena)
- 1982: Popolvár najväčší na svete (děvče)
- 1983: Anička Jurkovičová
- 1983: Letný strom radosti (Marika)
- 1983: Muž nie je žiaduci (Táňa)
- 1983: Zbohom, sladké driemoty (malířka)
- 1983: Zrelá mladosť (Milka)
- 1985: Zabudnite na Mozarta (šlechtička)
- 2006: Susedia (Šimčíková)
- 2012: Zlodejka bytov
- 2013: Chlapi neplačú
- 2020: Oteckovia (psycholožka)